# Céline Bonnier
Céline Bonnier (Lévis, 31 agosto 1965) è un'attrice canadese.

## Biografia
Céline Bonnier, nata a Lévis, nella provincia francofona del Québec, è la più giovane di 8 fratelli (6 maschi e 2 femmine). La famiglia l'ha cresciuta in un ambiente liberale e colto e l'ha sempre incoraggiata a sviluppare la sua immaginazione. Sin dall'età di sette anni aveva scoperto il piacere di intrattenere i vicini di casa, tanto che si convinse a voler diventare un'attrice.

Céline Bonnier ha studiato alle scuole superiori musica, sa suonare diversi strumenti tra cui il flauto traverso e la fisarmonica. Sia lei che alcuni dei suoi fratelli hanno sempre avuto una certa attitudine per l'arte, una forma di auto espressione, Bonnier apprezza tuttora i lavori dei grandi pittori. Il suo talento recitativo ha però convinto il suo insegnante di dramma, della scuola superiore, a raccomandarla per un'audizione al Conservatoire de théâtre (conservatorio di teatro) a Québec.

Laureatasi nel 1987 si è unita a Jacques Lessard al Théâtre Repère dove ha conosciuto Robert Lepage che le affidò la parte di Konstanz nella sua produzione del 1991: Les plaques tectoniques a Montréal ed in Inghilterra. Si stabilì poi a Montreal dove entrò nella compagnia teatrale Momentum sotto la direzione artistica di Jean-Frédéric Messier, con il quale lavora ancora oggi, sino ad aver prodotto lei stessa Cholestérol gratuit.

### Carriera
La sua carriera cinematografica inizia con una versione per lo schermo di Les plaques tectoniques, che comprende una dozzina di pellicole, diverse nello stile, dirette da registi come Louis Saïa, Charles Binamé, Éric Canuel e Vinaccia-André Forcier. Contrariamente a molte sue colleghe, la carriara televisiva di Céline non è ricca di ruoli, ma ha ricevuto diversi premi per la sua interpretazione nella serie tv The Last Chapter. 

Céline ha successivamente ricercato parti in ruoli difficili ed esigenti per mettere alla prova la sua capacità, tra i quali: Séraphin: un homme et son péché, Monica la Mitraille e Le dernier tunnel. È sempre rimasta indifferente all'ambiente della notorietà ed ha conservato la sua privacy.
Céline Bonnier è nel cast del film, Truffe, uscito nel 2008 e ha poi recitato in teatro in un pezzo dell'autrice britannica Sarah Kane, Blasted, messo in scena da Jean-Marc Dalpé e prodotto da Sibyllines, che la riunirà, nel lavoro, all'ex compagno Roy Dupuis.